# Sturgeon Bay
Sturgeon Bay is een plaats (city) in de Amerikaanse staat Wisconsin, en valt bestuurlijk gezien onder Door County.

## Demografie
Bij de volkstelling in 2000 werd het aantal inwoners vastgesteld op 9437. In 2006 is het aantal inwoners door het United States Census Bureau geschat op 9171, een daling van 266 (-2,8%).

## Geografie
Volgens het United States Census Bureau beslaat de plaats een oppervlakte van 29,3 km², waarvan 24,9 km² land en 4,4 km² water.

## Plaatsen in de nabije omgeving
De onderstaande figuur toont nabijgelegen plaatsen in een straal van 36 km rond Sturgeon Bay.